# 독일 점령 희생자 기념물

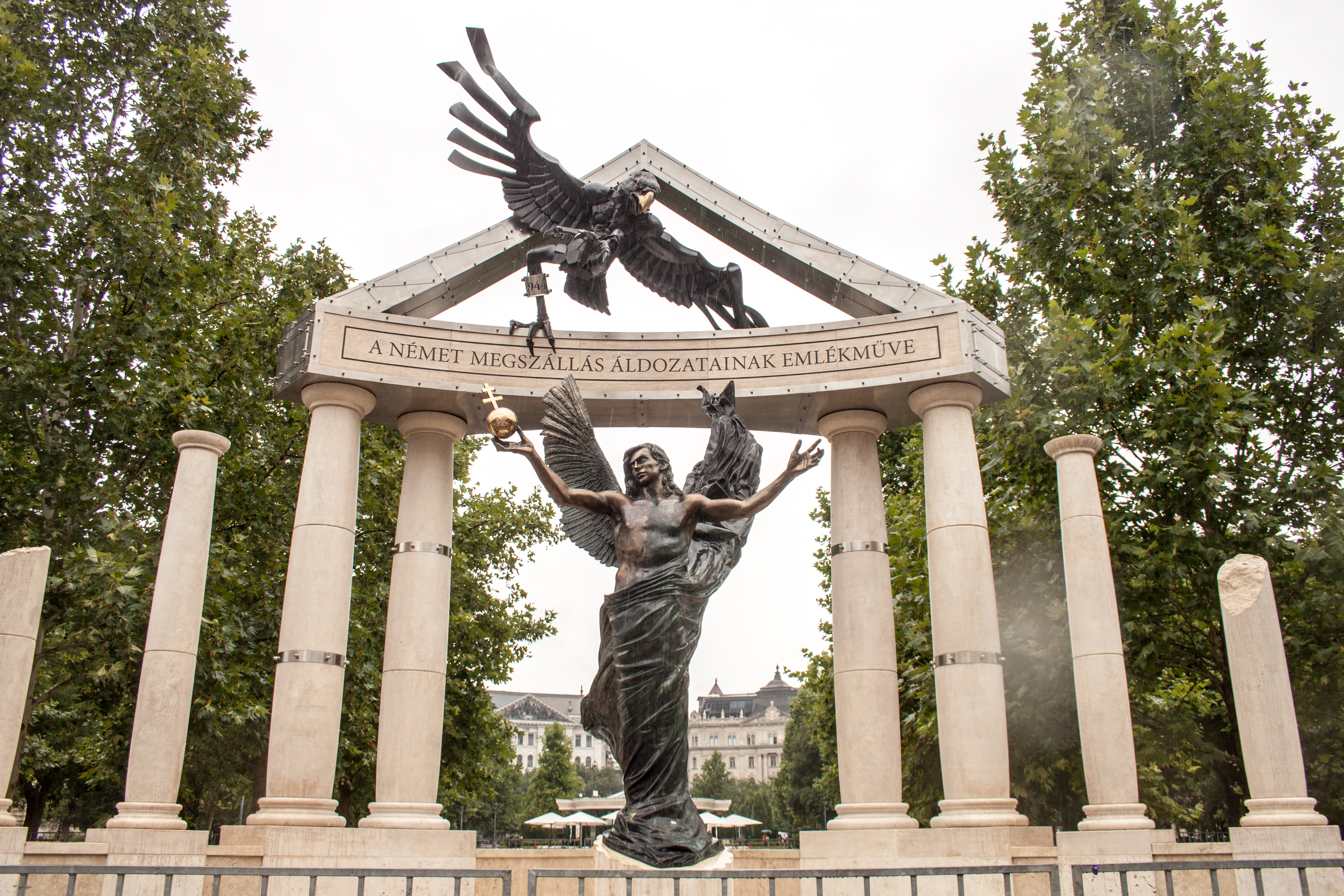
독일 점령 희생자 기념물

독일 점령 희생자 기념물(헝가리어: A német megszállás áldozatainak emlékműve)은 헝가리 부다페스트 자유광장에 있는 마르가레테 작전을 기념하는 기념물이다. 이 기념물은 논란을 불러일으켰고 유대인 지역 사회 단체들의 분노를 샀다. 비판하는 사람들은 이 기념물이 헝가리와 헝가리인들의 나치 독일과의 협력과 홀로코스트에 대한 공모를 면제해 준다고 주장한다. 따라서 많은 개인과 단체가 이 장소의 가장자리에 홀로코스트 희생자들을 추모하는 개별 추모 기념물을 지속적으로 남겨두고 있다.